# Dęba (województwo świętokrzyskie)
Dęba – wieś sołecka w Polsce, położona w województwie świętokrzyskim, w powiecie koneckim, w gminie Ruda Maleniecka.
| SIMC    | Nazwa  | Rodzaj    |
| ------- | ------ | --------- |
| 0266330 | Ogrody | część wsi |

Prywatna wieś szlachecka, położona była w drugiej połowie XVI wieku w powiecie opoczyńskim województwa sandomierskiego.
W latach 1954–1959 wieś należała i była siedzibą władz gromady Dęba, po jej zniesieniu w gromadzie Ruda Maleniecka. W latach 1975–1998 miejscowość administracyjnie należała do województwa kieleckiego.
Wierni Kościoła rzymskokatolickiego należą do parafii Zwiastowania NMP w Rudzie Malenieckiej.